# Canal+ Cinéma(s)
Canal+ Cinéma(s) è un canale televisivo a pagamento francese appartenente al Gruppo Canal+.

## Storia
Canal+ Cinéma è nato il 27 aprile 1996 come Canal+ Jaune (Canal+ Giallo). Dal 12 ottobre 2010 il canale trasmette in HD.

## Programmazione
La programmazione di Canal+ Cinéma prevede film.

## Diffusione
Il canale televisivo è disponibile a pagamento su TNT (canale 33), su Canalsat e su varie piattaforme televisive via cavo e IPTV.